# Klädesholmens landskommun
Klädesholmens landskommun var en tidigare kommun i dåvarande Göteborgs och Bohus län.

## Administrativ historik
Kommunen bildades 1903 genom en utbrytning ur Stenkyrka landskommun, varifrån Klädesholmens municipalsamhälle tillfördes.
24 augusti 1906 inrättades i kommunen Flatholmens municipalsamhälle som upplöstes 31 december 1941.
Vid  kommunreformen 1952 uppgick kommunen och Klädesholmens municipalsamhälle i Tjörns landskommun som 1971 ombildades till Tjörns kommun.

## Politik

### Mandatfördelning i Klädesholmens landskommun 1946
| 5 | 15 |

| 20 |